# Oenanthe nodiflora
Oenanthe nodiflora är en flockblommig växtart som beskrevs av Peder Kofod Anker Schousboe. Oenanthe nodiflora ingår i släktet stäkror, och familjen flockblommiga växter. Inga underarter finns listade i Catalogue of Life.